# Josef Alois Reinhart

Josef Alois Reinhart

Josef Alois Reinhart (* 29. Juni 1899 in Sulzheim; † 2. Januar 1977 in Würzburg) war ein deutscher Politiker (NSDAP).

## Leben und Wirken
Reinhart war der Sohn eines bayerischen Gendarmen. Nach dem Besuch mehrerer Schulen und Gymnasien leistete Reinhart von 1917 bis 1919 Militärdienst und nahm am Ersten Weltkrieg teil. 
Nach dem Krieg arbeitete er in mehreren Firmen in Schweinfurt. In dieser Zeit besuchte er fünf Semester lang die Höhere Maschinenbauschule in Würzburg. In Anschluss daran erhielt er bei Fichtel & Sachs in Schweinfurt eine Anstellung als Maschineningenieur. 1924 erfolgte seine Entlassung. Daraufhin war er längere Zeit selbstständig, bevor er 1928 eine Anstellung als Ingenieur im Städtischen Elektrizitätswerk in Würzburg fand. Im Juni 1920 wurde er Mitglied im Deutschvölkischen Schutz- und Trutzbund.
Am 6. Dezember 1922 trat er erstmals in die NSDAP ein und – nach deren zwischenzeitlichem Verbot – erneut zum 5. Mai 1925 (Mitgliedsnummer 3.601). Er war Mitbegründer der Ortsgruppen Schweinfurt und Würzburg. 1923 gründete er die SA in Würzburg. 1925 wurde er Gauredner der NSDAP. Von 1925 bis 1927 leitete er die Redaktion der nationalsozialistischen Wochenzeitung Die Flamme. Anschließend wurde er Hauptschriftleiter der NS-Tageszeitung Marktbreiter Wochenblatt. Ab Januar 1931 war Reinhart Gaubetriebszellenobmann.
Bei der Reichstagswahl vom November 1933 wurde Reinhart in den nationalsozialistischen Reichstag gewählt. Er gehörte dem Reichstag anschließend knapp elfeinhalb Jahre lang, bis zum Ende der NS-Herrschaft im Frühjahr 1945, als Abgeordneter für den Wahlkreis 26 (Franken) an. Sein Mandat wurde dabei zweimal, bei den Reichstagswahlen von 1936 und 1938, bestätigt.
Reinhart wurde zudem Ende der 1930er Jahre Gauobmann der DAF. Außerdem leitete er die Arbeitskammer Main-Franken.
Während der NS-Herrschaft und der Nachkriegszeit lebte Reinhart weiterhin in Würzburg.